# Pawai
Pawai è una suddivisione dell'India, classificata come nagar panchayat, di 12.003 abitanti, situata nel distretto di Panna, nello stato federato del Madhya Pradesh. In base al numero di abitanti la città rientra nella classe IV (da 10.000 a 19.999 persone).

## Geografia fisica
La città è situata a 24° 16' 0 N e 80° 10' 0 E e ha un'altitudine di 343 m s.l.m..

## Società

### Evoluzione demografica
Al censimento del 2001 la popolazione di Pawai assommava a 12.003 persone, delle quali 6.379 maschi e 5.624 femmine. I bambini di età inferiore o uguale ai sei anni assommavano a 2.255, dei quali 1.226 maschi e 1.029 femmine. Infine, coloro che erano in grado di saper almeno leggere e scrivere erano 6.813, dei quali 4.154 maschi e 2.659 femmine.